# Tales of Zestiria
Tales of Zestiria (テイルズ オブ ゼスティリア?, Teiruzu obu Zesutiria) è un videogioco di ruolo giapponese sviluppato da Bandai Namco Studios e tri-Crescendo. È il quindicesimo gioco della serie Tales of, pubblicato da Bandai Namco Entertainment nel gennaio 2015 in Giappone per PlayStation 3 e reso disponibile in Occidente nel corso dello stesso anno anche per PlayStation 4 e Microsoft Windows.
Uno special televisivo anime dal titolo Tales of Zestiria: dōshi no yoake, prodotto da Ufotable, è andato in onda il 30 dicembre 2014 per promuovere la pubblicazione del gioco, mentre una serie televisiva anime intitolata Tales of Zestiria the X, sempre a cura dello stesso staff e acquistata in Italia da Dynit per VVVVID, è stata trasmessa in due stagioni tra il 3 luglio 2016 e il 29 aprile 2017. In varie parti del mondo gli episodi di the X sono stati trasmessi in streaming, in contemporanea col Giappone, anche da Daisuki (coi sottotitoli italiani inclusi), Funimation e AnimeLab.